# Gilbert Dele
Gilbert Dele (* 1. Januar 1964 in Lamentin, Guadeloupe, Frankreich) ist ein ehemaliger französischer Boxer. Er gewann im Halbmittelgewicht am 23. Februar im Jahre 1991 den vakanten Weltmeisterschaftstitel der WBA und verteidigte ihn nur ein Mal, da er ihn bereits in seiner zweiten Titelverteidigung an Vinny Pazienza durch technischen K. o. abgeben musste. Beide Fights fanden noch im selben Jahr statt.